# Governatorato del Cairo
Il governatorato del Cairo (arabo:محافظة القاهرة , Muḥāfaẓat al-Qāhira) è un governatorato dell'Egitto. Prende il nome dal suo capoluogo Il Cairo, che è anche la capitale del paese.

## Geografia antropica

### Suddivisioni amministrative
Il governatorato del Cairo è diviso in 42 entità amministrative, chiamate qism (in arabo ﻗﺴﻢ‎?). Esse sono:
- al-Marg
- Dār al-Salām 1 e Dār al-Salām 2
- ʿAyn Shams
- al-Maṭariyya
- Zeytūn
- Ḥadāʾiq al-Qubba
- al-Nuzha (Aeroporto)
- Heliopolis
- al-Wāʾilī
- al-Zāwiya al-Ḥamrāʾ
- al-Sharābiyya
- al-Sāḥel
- Shubrā
- Rawḍ al-Farag
- Būlāq
- al-Ezbekiyya
- Manshāʾt Nāṣer (comprende Zabbalīn, Muqaṭṭam e Qarāfa, o "Città dei morti)
- Sharq al-Naṣr (Nasr City 1)
- Gharb al-Naṣr (Nasr City 2)
- Qaṣr al-Nīl
- Zamālek
- ʿĀbidīn
- al-Mūskī
- Bāb al-Shaʿriya
- al-Zāhir
- al-Gamāliyya
- al-Darb al-Aḥmar
- al-Sayyida Zaynab
- Maṣr al-Qadīma (include Fusṭāṭ - Vecchia Cairo, al-Manyal e Garden City)
- al-Khalīfa
- al-Basātīn
- Maʿādī - Ṭāra
- 15 Māyū (15 maggio)
- Ḥelwān
- al-Tabīn
- New Cairo 1 (include Madinaty)
- New Cairo 2
- New Cairo 3
- al-Shoruk City
- Badr City (include New Heliopolis City)
- al-Wasaṭ